# Anne-Marie Mühle
Anne-Marie Mühle, född 30 juni 1943 i Sundsvall, död 11 maj 1993 i Stockholm, var en svensk operasångare (mezzosopran).

## Biografi
Mühle studerade vid Musikhögskolan från 1961, och framträdde först främst som konsert- och oratoriesångare.
Hon var verksam vid Folkoperan från 1981, och gjorde sitt genombrott där året därpå i titelrollen i Carmen. Hon sjöng bland annat Suzuki i Madama Butterfly, huvudrollen i Simson och Delila och Amneris i Aida. Under åren 1986–1988 var hon engagerad vid Kentoperan i England.
Mühle medverkade även i musikaler som Barfotaliv och Mannen från La Mancha. Den sista rollen blev Zeta i Daniel Börtz Backanterna på Kungliga Operan 1991, som kom ut som film 1993.

## Filmografi
- 1983 – Carmen
- 1990 – Kronbruden
- 1993 – Backanterna

## Teater

### Roller (ej komplett)
| År   | Roll    | Produktion                                                       | Regi                           | Teater        |
| ---- | ------- | ---------------------------------------------------------------- | ------------------------------ | ------------- |
| 1986 | Aldonza | Mannen från La Mancha Mitch Leigh, Dale Wasserman och Joe Darion | Folke Abenius och Mary Bettini | Oscarsteatern |

### Fotnoter
1. ↑  Marcus Boldemann (26 januari 1986). ”Kulle som antihjälte i Mannen från La Mancha: Glittret på Oscars som bortblåst”. Dagens Nyheter:  s. 22. http://arkivet.dn.se/arkivet/tidning/1986-01-26/24/22. Läst 30 augusti 2015.